# La saggezza nel sangue (film)
La saggezza nel sangue (Wise Blood) è un film del 1979 diretto da John Huston, adattamento dell'omonimo romanzo di Flannery O'Connor scritto nel 1952.
Fu presentato fuori concorso al 32º Festival di Cannes e nel 2010 è stato proiettato durante la 28ª edizione del Torino Film Festival nella retrospettiva dedicata al regista americano.
Dopo Gli spostati (1961), La saggezza nel sangue è la seconda collaborazione del compositore Alex North con John Huston. Seguiranno quelle per Sotto il vulcano (1984), L'onore dei Prizzi (1985) e The Dead - Gente di Dublino (1987).

## Trama
Terminato il servizio di leva, Hazel Motes torna nella città natale nel profondo sud degli Stati Uniti dove incontra un predicatore di strada cieco, Asa, che lo convince a seguire il suo stesso cammino. Hazel comincia così a predicare una propria religione, quella della "Chiesa della Verità senza Cristo", finendo in un mondo completamente nuovo per lui dove si muovono truffatori, "lolite" e poveri di spirito in cerca d'affetto. Presto si troverà a vivere situazioni difficili da fronteggiare, tra opportunisti e falsi predicatori, e a farne le spese sarà alla fine proprio lui.

## Produzione
Il film venne girato a Macon nella contea di Baldwin (Georgia), in alcune sequenze proprio nei pressi di quella che era stata la residenza di Flannery O'Connor, e molti degli abitanti furono impiegati come comparse.
Brad Dourif venne inizialmente scelto per interpretare Enoch Emery ma fu lui stesso a chiedere di sostenere il provino per il personaggio di Hazel Motes. Il problema era che John Huston aveva previsto di affidare il ruolo di Motes a Tommy Lee Jones ma questi rinunciò alla parte che venne infine assegnata a Dourif.
Nei titoli il regista è accreditato come "Jhon Huston", anche come attore. Il produttore Michael Fitzgerald ha spiegato che, volendo dare una connotazione "infantile" ai credits come metafora del tono squilibrato della storia, questi vennero fatti scrivere proprio ad un bambino che sbagliò il nome di Huston. La cosa piacque alla produzione e l'errore fu lasciato così com'era.

## Distribuzione
La saggezza nel sangue è stato distribuito nelle sale cinematografiche statunitensi dalla New Line Cinema a partire dal 17 febbraio 1980, dopo l'anteprima del 29 e 30 settembre 1979 al New York Film Festival. Il 12 maggio 2009 è stato distribuito in DVD dalla Criterion Collection.

### Date di uscita
- USA (Wise Blood) - 29 settembre 1979 (anteprima)
- Francia (Le malin) - 24 ottobre 1979
- USA - 17 febbraio 1980
- Danimarca (Ondt blod) - 5 settembre 1980
- Colombia - 25 dicembre 1980
- Svezia (Ont blod) - 15 aprile 1981
- Finlandia (Wise Blood - levoton veri) - 9 ottobre 1981
- Germania Ovest (Der Ketzer/Die Weisheit des Blutes) - 17 novembre 1981
- Portogallo (Sangue Selvagem) - 7 maggio 1982
- Australia (Wise Blood) - 25 novembre 1982

## Critica
Il 29 settembre 1979, Vincent Canby del New York Times ha descritto il film come uno dei più originali e sbalorditivi di John Huston, aggiungendo: «È così eccentrico, divertente, sorprendente e ammaliante che è difficile credere che non si tratta dell'opera prima di qualche enfant terrible bensì il 33º film di un uomo che è entrato nei settanta... L'amore del signor Huston per i disadattati non è mai stato espresso in maniera più profonda...»
Anche lo storico del cinema francese Georges Sadoul ha elogiato il regista: «Stupefacente John Huston: a settant'anni passati ci dà un film di un'aspra giovinezza».
Il critico Morando Morandini nel suo dizionario riporta: «Rari altri film hanno raccontato con altrettanta efficacia il sentimentale sacro che alberga nell'homo americanus e i modi aberranti, ossessivi, ridicoli con cui si manifesta. Fedele a F. O'Connor, Huston ha fatto un film divertente e terribile».

## Riconoscimenti
- 1979 - Chicago International Film Festival
  - Nomination Miglior film
- 1979 - San Sebastián International Film Festival
  - Nomination Miglior attore a Brad Dourif
  - Nomination Miglior film
- 1980 - New York Film Critics Circle Awards
  - Nomination Miglior attrice non protagonista a Mary Nell Santacroce
  - Nomination Miglior film